# Schütz Balázs
Schütz Balázs (Monostorszentgyörgy, 1890. augusztus 7. – Móricföld, 1962. december 15.) erdélyi római katolikus egyházi író. 

## Életútja
1902–10 között a temesvári piarista főgimnázium növendéke volt. Teológiai tanulmányait Temesvárt és Freiburgban végezte (1915), ahol doktorátust is szerzett. 1915. október 1-jén szentelték pappá s tábori lelkészként szolgált az első világháború idején. 1918-tól káplán Temesvár-Gyárvárosban; 1921–28 között a temesvári papnevelő intézet román nyelvtanára, később Temesvár-Belvárosban káplán és a német reálgimnázium hitoktatója. 1928-tól Karánsebesen plébános, 1931-től esperes-plébános, 1938-tól szörényi főesperes. Írásait a két világháború között az Erdélyi Tudósító közölte.
1951 augusztusában a temesvári egyházmegye valamennyi esperesével egy időben letartóztatták, hazaárulás és kémkedés vádjával elítélték. 1952–53 között Nagyenyeden, majd Ocnele Mari-on raboskodott; tízévi börtönbüntetését és bărăgani száműzetését letöltve érkezett haza.

## Kötete
- Die Demut, ihr Wesen und ihre Stellung in der Moral nach der Lehre des hl. Thomas von Aquin (Temesvár, 1929).